# Васил Матуски
Васил Стоянов Матуски е български политик, земеделец, деец на БЗНС.

## Биография
Роден е в с.Лозно, Кюстендилска околия. Образованието му е първоначално. Занимава се със земеделие и кръчмарство. Инициатор за създаване на земеделската дружба в Кюстендил, на която е избран за председател (1908).
През периода 1 юли – 23 ноември 1920 и 15 ноември 1922 – 22 януари 1923 г. е председател на Кюстендилската общинска тричленна комисия. След преврата на 9 юни 1923 г. многократно е арестуван заради земеделските си убеждения. Умира през 1934 г.